# Horvátország a 2008. évi nyári olimpiai játékokon
Horvátország a kínai Pekingben megrendezett 2008. évi nyári olimpiai játékok egyik részt vevő nemzete volt. Az országot az olimpián 15 sportágban 99 sportoló képviselte, akik összesen 5 érmet szereztek.

## Érmesek
| Érem  | Versenyző       | Sportág       | Versenyszám    |
| ----- | --------------- | ------------- | -------------- |
| Ezüst | Blanka Vlašić   | Atlétika      | Női magasugrás |
| Ezüst | Filip Ude       | Torna         | Férfi lólengés |
| Bronz | Snježana Pejčić | Sportlövészet | Női légpuska   |
| Bronz | Martina Zubčić  | Taekwondo     | Női pehelysúly |
| Bronz | Sandra Šarić    | Taekwondo     | Női váltósúly  |

## Asztalitenisz

### Férfi
| Versenyző      | Versenyszám | Selejtező         | 64-es főtábla     | 48-as főtábla                                             | 32-es főtábla                                              | Nyolcaddöntő                                          | Negyeddöntő                                          | Elődöntő          | Döntő             | Helyezés |
| Versenyző      | Versenyszám | Ellenfél Eredmény | Ellenfél Eredmény | Ellenfél Eredmény                                         | Ellenfél Eredmény                                          | Ellenfél Eredmény                                     | Ellenfél Eredmény                                    | Ellenfél Eredmény | Ellenfél Eredmény | Helyezés |
| -------------- | ----------- | ----------------- | ----------------- | --------------------------------------------------------- | ---------------------------------------------------------- | ----------------------------------------------------- | ---------------------------------------------------- | ----------------- | ----------------- | -------- |
| Zoran Primorac | Egyes       |                   |                   | Gárdos Róbert (AUT) · 12-10, 11-8, 6-11, 11-5, 5-11, 11-9 | Michael Maze (DEN) · 11-8, 9-11, 12-10, 10-12, 11-7, 13-11 | Yang Zi (SIN) · 11-7, 11-7, 4-11, 8-11, 11-7, 11-6    | Jörgen Persson (SWE) · 11-7, 6-11, 8-11, 12-14, 9-11 | kiesett           | kiesett           | 5.       |
| Ruiwu Tan      | Egyes       |                   |                   | Kisikava Szeija (JPN) · 7-11, 11-9, 11-4, 11-4, 11-3      | Gao Ning (SIN) · 11-6, 14-12, 11-4, 11-7                   | Li Ching (HKG) · 9-11, 11-6, 10-12, 11-8, 13-11, 11-5 | Vang Li-csin (CHN) · 7-11, 5-11, 8-11, 8-11          | kiesett           | kiesett           | 5.       |

#### Csapat
- Andrej Gaćina
- Zoran Primorac
- Ruiwu Tan

B csoport
| Csapat       | JM | GY | V | GyJ | VJ | PT |
| ------------ | -- | -- | - | --- | -- | -- |
| Németország  | 3  | 3  | 0 | 27  | 14 | 6  |
| Horvátország | 3  | 2  | 1 | 24  | 15 | 4  |
| Szingapúr    | 3  | 1  | 2 | 19  | 23 | 2  |
| Kanada       | 3  | 0  | 3 | 9   | 27 | 0  |

| Németország (GER) | 3 – 0 | Horvátország |

| Szingapúr (SIN) | 1 – 3 | Horvátország |

| Horvátország (CRO) | 3 – 0 | Kanada |

Vigaszág első kör
| Ausztria (AUT) | 3 – 1 | Horvátország |

| Csapat       | Helyezés |
| ------------ | -------- |
| Horvátország | 7.       |

### Női
| Versenyző     | Versenyszám | Selejtező                                    | 64-es főtábla                                                     | 48-as főtábla                                           | 32-es főtábla                                   | Nyolcaddöntő      | Negyeddöntő       | Elődöntő          | Döntő             | Helyezés |
| Versenyző     | Versenyszám | Ellenfél Eredmény                            | Ellenfél Eredmény                                                 | Ellenfél Eredmény                                       | Ellenfél Eredmény                               | Ellenfél Eredmény | Ellenfél Eredmény | Ellenfél Eredmény | Ellenfél Eredmény | Helyezés |
| ------------- | ----------- | -------------------------------------------- | ----------------------------------------------------------------- | ------------------------------------------------------- | ----------------------------------------------- | ----------------- | ----------------- | ----------------- | ----------------- | -------- |
| Andrea Bakula | Egyes       | Yadira Silva (MEX) · 12-10, 11-8, 11-2, 11-8 | Huang I-Hua (TPE) · 9-11, 6-11, 7-11, 11-9, 9-11                  | kiesett                                                 | kiesett                                         | kiesett           | kiesett           | kiesett           | kiesett           | 49.      |
| Boros Tamara  | Egyes       |                                              |                                                                   | Nikoleta Stefanova (ITA) · 11-4, 11-6, 11-6, 8-11, 11-8 | Li Jia Wei (SIN) · 8-11, 7-11, 11-7, 6-11, 5-11 | kiesett           | kiesett           | kiesett           | kiesett           | 17.      |
| Sandra Paović | Egyes       |                                              | Jian-Fang Lay (AUS) · 5-11, 11-9, 12-10, 10-12, 12-14, 11-4, 11-9 | Yanfei Shen (ESP) · 8-11, 11-7, 9-11, 11-6, 11-13, 9-11 | kiesett                                         | kiesett           | kiesett           | kiesett           | kiesett           | 33.      |

#### Csapat
- Andrea Bakula
- Boros Tamara
- Sandra Paović

A csoport
| Csapat                | JM | GY | V | GyJ | VJ | PT |
| --------------------- | -- | -- | - | --- | -- | -- |
| Kína                  | 3  | 3  | 0 | 27  | 1  | 6  |
| Ausztria              | 3  | 2  | 1 | 18  | 15 | 4  |
| Horvátország          | 3  | 1  | 2 | 15  | 21 | 2  |
| Dominikai Köztársaság | 3  | 0  | 3 | 4   | 27 | 0  |

| Kína (CHN) | 3 – 0 | Horvátország |

| Ausztria (AUT) | 3 – 0 | Horvátország |

| Horvátország (CRO) | 3 – 1 | Dominikai Köztársaság |

| Csapat       | Helyezés |
| ------------ | -------- |
| Horvátország | 9.       |

## Atlétika
Férfi
| Versenyző      | Versenyszám | Előfutam | Előfutam | Előfutam | Negyeddöntő | Negyeddöntő | Negyeddöntő | Elődöntő | Elődöntő | Elődöntő | Döntő   | Döntő    |
| Versenyző      | Versenyszám | Idő      | Hely.    | Össz.    | Idő         | Hely.       | Össz.       | Idő      | Hely.    | Össz.    | Idő     | Helyezés |
| -------------- | ----------- | -------- | -------- | -------- | ----------- | ----------- | ----------- | -------- | -------- | -------- | ------- | -------- |
| Juraj Grabušić | 110 m gát   | 14,18    | 7.       | 39.      | kiesett     | kiesett     | kiesett     | kiesett  | kiesett  | kiesett  | kiesett | kiesett  |

| Versenyző          | Versenyszám   | Selejtező | Selejtező | Döntő    | Döntő    |
| Versenyző          | Versenyszám   | Eredmény  | Helyezés  | Eredmény | Helyezés |
| ------------------ | ------------- | --------- | --------- | -------- | -------- |
| Nedzad Mulabegović | Súlylökés     | 19,35 m   | 29.       | kiesett  | kiesett  |
| Martin Marić       | Diszkoszvetés | 59,25 m   | 29.       | kiesett  | kiesett  |
| Haklits András     | Kalapácsvetés | 77,12 m   | 7.        | 76,58 m  | 10.      |

Női
| Versenyző       | Versenyszám | Előfutam | Előfutam | Előfutam | Elődöntő | Elődöntő | Elődöntő | Döntő    | Döntő    |
| Versenyző       | Versenyszám | Idő      | Hely.    | Össz.    | Idő      | Hely.    | Össz.    | Idő      | Helyezés |
| --------------- | ----------- | -------- | -------- | -------- | -------- | -------- | -------- | -------- | -------- |
| Vanja Perišić   | 800 m       | kizárták | kizárták | kizárták | kizárták | kizárták | kizárták | kizárták | kizárták |
| Nikolina Horvat | 400 m gát   | 56,65    | 6.       | 18.      | kiesett  | kiesett  | kiesett  | kiesett  | kiesett  |

| Versenyző        | Versenyszám   | Selejtező | Selejtező | Döntő    | Döntő    |
| Versenyző        | Versenyszám   | Eredmény  | Helyezés  | Eredmény | Helyezés |
| ---------------- | ------------- | --------- | --------- | -------- | -------- |
| Blanka Vlašić    | Magasugrás    | 193 cm    | 8.*       | 205 cm   |          |
| Vera Begić       | Diszkoszvetés | 58,50 m   | 22.       | kiesett  | kiesett  |
| Ivana Brkljačić  | Kalapácsvetés | 68,38 m   | 16.       | kiesett  | kiesett  |
| Sanja Gavrilović | Kalapácsvetés | 60,55 m   | 45.       | kiesett  | kiesett  |

* - egy másik versenyzővel azonos eredményt ért el

## Evezés
Férfi
| Versenyző                  | Versenyszám              | Előfutam | Előfutam | Vigaszág | Vigaszág | Elődöntő | Elődöntő | Elődöntő | Döntő | Döntő    | Döntő    | Helyezés |
| Versenyző                  | Versenyszám              | Idő      | Hely.    | Idő      | Hely.    | Típus    | Idő      | Hely.    | Típus | Idő      | Hely.    | Helyezés |
| -------------------------- | ------------------------ | -------- | -------- | -------- | -------- | -------- | -------- | -------- | ----- | -------- | -------- | -------- |
| Ante Kušurin Mario Vekić   | Kétpárevezős             | 6:27,38  | 2.       |          |          | A/B      | 6:24,89  | 4.       | B     | kizárták | kizárták | kizárták |
| Nikša Skelin Siniša Skelin | Kormányos nélküli kettes | 7:16,35  | 4.       | 6:38,30  | 2.       | A/B      | 7:14,50  | 6.       | B     | 7:11,19  | 6.       | 12.      |

## Kajak-kenu

### Síkvízi
Férfi
| Versenyző     | Versenyszám        | Előfutam | Előfutam | Előfutam | Elődöntő | Elődöntő | Elődöntő | Döntő    | Döntő    |
| Versenyző     | Versenyszám        | Idő      | Hely.    | Össz.    | Idő      | Hely.    | Össz.    | Idő      | Helyezés |
| ------------- | ------------------ | -------- | -------- | -------- | -------- | -------- | -------- | -------- | -------- |
| Stjepan Janić | Kajak egyes 500 m  | 1:37,724 | 3.       | 11.      | 1:41,689 | 1.       | 1.       | 1:38,729 | 9.       |
| Stjepan Janić | Kajak egyes 1000 m | 3:31,369 | 2.       | 8.       | 3:33,942 | 2.       | 5.       | 3:30,495 | 7.       |

### Szlalom
Férfi
| Versenyző       | Versenyszám | Selejtező | Selejtező | Selejtező | Selejtező | Selejtező  | Selejtező  | Elődöntő | Elődöntő | Döntő   | Döntő   | Összesítés | Összesítés |
| Versenyző       | Versenyszám | 1. futam  | 1. futam  | 2. futam  | 2. futam  | Összesítés | Összesítés | Elődöntő | Elődöntő | Döntő   | Döntő   | Összesítés | Összesítés |
| Versenyző       | Versenyszám | Pont      | Hely.     | Pont      | Hely.     | Pont       | Hely.      | Pont     | Hely.    | Pont    | Hely.   | Pont       | Helyezés   |
| --------------- | ----------- | --------- | --------- | --------- | --------- | ---------- | ---------- | -------- | -------- | ------- | ------- | ---------- | ---------- |
| Emir Mujčinović | Kenu egyes  | 95,41     | 15.       | 93,90     | 15.       | 189,31     | 15.        | kiesett  | kiesett  | kiesett | kiesett | kiesett    | kiesett    |

## Kerékpározás

### Országúti kerékpározás
Férfi
| Versenyző           | Versenyszám   | Idő                        | Helyezés                   |
| ------------------- | ------------- | -------------------------- | -------------------------- |
| Vladimir Miholjević | Mezőnyverseny | nem ért célba (lekörözték) | nem ért célba (lekörözték) |
| Radoslav Rogina     | Mezőnyverseny | 6:26:17 (+2:28)            | 25.                        |
| Matija Kvasina      | Mezőnyverseny | 6:34:26 (+10:37)           | 56.                        |
| Matija Kvasina      | Időfutam      | 1:09:06,49 (+6:55,06)      | 37.                        |

## Kézilabda

### Férfi

#### Eredmények
Csoportkör
A csoport
| Csapat              | M | Gy | D | V | G+  | G–  | Gk  | P |
| ------------------- | - | -- | - | - | --- | --- | --- | - |
| Franciaország (FRA) | 5 | 4  | 1 | 0 | 148 | 115 | +33 | 9 |
| Lengyelország (POL) | 5 | 3  | 1 | 1 | 147 | 128 | +19 | 7 |
| Horvátország (CRO)  | 5 | 3  | 0 | 2 | 140 | 115 | +25 | 6 |
| Spanyolország (ESP) | 5 | 3  | 0 | 2 | 152 | 145 | +7  | 6 |
| Brazília (BRA)      | 5 | 1  | 0 | 4 | 129 | 153 | –24 | 2 |
| Kína (CHN)          | 5 | 0  | 0 | 5 | 104 | 164 | –60 | 0 |

| 2008. augusztus 10. 09:00 | Horvátország (CRO) | 31–29       | Spanyolország (ESP) | Olimpiai Sport Centrum, Peking Játékvezetők: Lemme, Ulrich (GER) |
| 2008. augusztus 10. 09:00 | Lacković, Džomba 5 | (16–11)     | García 5            | Olimpiai Sport Centrum, Peking Játékvezetők: Lemme, Ulrich (GER) |
| 2008. augusztus 10. 09:00 | 4× 4×              | Jegyzőkönyv | 3× 3×               | Olimpiai Sport Centrum, Peking Játékvezetők: Lemme, Ulrich (GER) |

| 2008. augusztus 12. 09:00 | Brazília (BRA) | 14–33       | Horvátország (CRO) | Olimpiai Sport Centrum, Peking Játékvezetők: Gjeding, Hansen (DEN) |
| 2008. augusztus 12. 09:00 | Ertel, Souza 3 | (9–18)      | Džomba 7           | Olimpiai Sport Centrum, Peking Játékvezetők: Gjeding, Hansen (DEN) |
| 2008. augusztus 12. 09:00 | 4× 3×          | Jegyzőkönyv | 3× 2×              | Olimpiai Sport Centrum, Peking Játékvezetők: Gjeding, Hansen (DEN) |

| 2008. augusztus 14. 20:45 | Franciaország (FRA) | 23–19       | Horvátország (CRO) | Olimpiai Sport Centrum, Peking Játékvezetők: Chernega, Paladenko (RUS) |
| 2008. augusztus 14. 20:45 | Gille 7             | (11–9)      | Džomba 5           | Olimpiai Sport Centrum, Peking Játékvezetők: Chernega, Paladenko (RUS) |
| 2008. augusztus 14. 20:45 | 2× 3×               | Jegyzőkönyv | 4× 3×              | Olimpiai Sport Centrum, Peking Játékvezetők: Chernega, Paladenko (RUS) |

| 2008. augusztus 16. 19:00 | Horvátország (CRO) | 24–27       | Lengyelország (POL) | Olimpiai Sport Centrum, Peking Játékvezetők: Gjeding, Hansen (DEN) |
| 2008. augusztus 16. 19:00 | Džomba 7           | (12–13)     | Tłuczyński 7        | Olimpiai Sport Centrum, Peking Játékvezetők: Gjeding, Hansen (DEN) |
| 2008. augusztus 16. 19:00 | 2× 3×              | Jegyzőkönyv | 2× 2×               | Olimpiai Sport Centrum, Peking Játékvezetők: Gjeding, Hansen (DEN) |

| 2008. augusztus 18. 15:45 | Horvátország (CRO) | 33–22       | Kína (CHN)     | Olimpiai Sport Centrum, Peking Játékvezetők: Karbaschi, Kolahdouzan (IRI) |
| 2008. augusztus 18. 15:45 | Šprem 8            | (17–13)     | Hao Ko-hszin 6 | Olimpiai Sport Centrum, Peking Játékvezetők: Karbaschi, Kolahdouzan (IRI) |
| 2008. augusztus 18. 15:45 | 3× 2×              | Jegyzőkönyv | 1× 3× 1×       | Olimpiai Sport Centrum, Peking Játékvezetők: Karbaschi, Kolahdouzan (IRI) |

Negyeddöntő
| 2008. augusztus 20. 18:00 | Horvátország (CRO) | 26–24       | Dánia (DEN)    | Olimpiai Sport Centrum, Peking Játékvezetők: Breto, Huelin (ESP) |
| 2008. augusztus 20. 18:00 | Šprem 7            | (14–12)     | Christiansen 6 | Olimpiai Sport Centrum, Peking Játékvezetők: Breto, Huelin (ESP) |
| 2008. augusztus 20. 18:00 | 4× 2×              | Jegyzőkönyv | 2× 2×          | Olimpiai Sport Centrum, Peking Játékvezetők: Breto, Huelin (ESP) |

Elődöntő
| 2008. augusztus 22. 18:00 | Franciaország (FRA) | 25–23       | Horvátország (CRO) | Olimpiai Sport Centrum, Peking Játékvezetők: Csernyega, Polagyenko (RUS) |
| 2008. augusztus 22. 18:00 | Burdet, Narcisse 6  | (12–11)     | Horvat, Šprem 5    | Olimpiai Sport Centrum, Peking Játékvezetők: Csernyega, Polagyenko (RUS) |
| 2008. augusztus 22. 18:00 | 4× 4×               | Jegyzőkönyv | 3× 3×              | Olimpiai Sport Centrum, Peking Játékvezetők: Csernyega, Polagyenko (RUS) |

Bronzmérkőzés
| 2008. augusztus 24. 13:30 | Horvátország (CRO) | 29–35       | Spanyolország (ESP) | Olimpiai Sport Centrum, Peking Játékvezetők: Din, Dinu (ROU) |
| 2008. augusztus 24. 13:30 | Duvnjak 7          | (14–12)     | García, Prieto 7    | Olimpiai Sport Centrum, Peking Játékvezetők: Din, Dinu (ROU) |
| 2008. augusztus 24. 13:30 | 4× 3×              | Jegyzőkönyv | 5× 3×               | Olimpiai Sport Centrum, Peking Játékvezetők: Din, Dinu (ROU) |

| Csapat             | Helyezés |
| ------------------ | -------- |
| Horvátország (CRO) | 4.       |

## Kosárlabda

### Férfi

#### Eredmények
Csoportkör
A csoport
| Csapat             | M | Gy | V | P+  | P–  | Pk   |
| ------------------ | - | -- | - | --- | --- | ---- |
| Litvánia (LTU)     | 5 | 4  | 1 | 425 | 400 | +25  |
| Argentína (ARG)    | 5 | 4  | 1 | 425 | 361 | +64  |
| Horvátország (CRO) | 5 | 3  | 2 | 399 | 380 | +19  |
| Ausztrália (AUS)   | 5 | 3  | 2 | 457 | 405 | +52  |
| Oroszország (RUS)  | 5 | 1  | 4 | 387 | 406 | –19  |
| Irán (IRI)         | 5 | 0  | 5 | 323 | 464 | –141 |

| 2008. augusztus 10. 20:00 | Ausztrália (AUS)                         | 82–97     | Horvátország (CRO) | Vukoszung Sportcsarnok, Peking Nézőszám: 11 083 Játékvezetők: Eddie Rush (USA) |
| 2008. augusztus 10. 20:00 | (14–21, 17–26, 22–26, 29–24) Jegyzőkönyv |           |                    | Vukoszung Sportcsarnok, Peking Nézőszám: 11 083 Játékvezetők: Eddie Rush (USA) |
| 2008. augusztus 10. 20:00 | Nielsen 13                               | Pont      | Prkačin, Banić 16  | Vukoszung Sportcsarnok, Peking Nézőszám: 11 083 Játékvezetők: Eddie Rush (USA) |
| 2008. augusztus 10. 20:00 | Anstey 7                                 | Lepattanó | Lončar 10          | Vukoszung Sportcsarnok, Peking Nézőszám: 11 083 Játékvezetők: Eddie Rush (USA) |
| 2008. augusztus 10. 20:00 | Barlow 3                                 | Gólpassz  | Popović 5          | Vukoszung Sportcsarnok, Peking Nézőszám: 11 083 Játékvezetők: Eddie Rush (USA) |

| 2008. augusztus 12. 11:15 | Horvátország (CRO)                       | 85–78     | Oroszország (RUS)  | Vukoszung Sportcsarnok, Peking Nézőszám: 11 083 Játékvezetők: Nikolaos Zavlanos (GRE) |
| 2008. augusztus 12. 11:15 | (16–17, 26–19, 18–15, 25–27) Jegyzőkönyv |           |                    | Vukoszung Sportcsarnok, Peking Nézőszám: 11 083 Játékvezetők: Nikolaos Zavlanos (GRE) |
| 2008. augusztus 12. 11:15 | Popović 22                               | Pont      | Kirilenko 18       | Vukoszung Sportcsarnok, Peking Nézőszám: 11 083 Játékvezetők: Nikolaos Zavlanos (GRE) |
| 2008. augusztus 12. 11:15 | Barać 7                                  | Lepattanó | Kirilenko 6        | Vukoszung Sportcsarnok, Peking Nézőszám: 11 083 Játékvezetők: Nikolaos Zavlanos (GRE) |
| 2008. augusztus 12. 11:15 | Popović, Lončar 3                        | Gólpassz  | Kirilenko, Bikov 3 | Vukoszung Sportcsarnok, Peking Nézőszám: 11 083 Játékvezetők: Nikolaos Zavlanos (GRE) |

| 2008. augusztus 14. 22:15 | Argentína (ARG)                         | 77–53     | Horvátország (CRO) | Vukoszung Sportcsarnok, Peking Nézőszám: 11 083 Játékvezetők: Juan Carlos Arteaga (ESP) |
| 2008. augusztus 14. 22:15 | (21–13, 19–9, 19–16, 18–15) Jegyzőkönyv |           |                    | Vukoszung Sportcsarnok, Peking Nézőszám: 11 083 Játékvezetők: Juan Carlos Arteaga (ESP) |
| 2008. augusztus 14. 22:15 | Nocioni 18                              | Pont      | Tomas, Banić 9     | Vukoszung Sportcsarnok, Peking Nézőszám: 11 083 Játékvezetők: Juan Carlos Arteaga (ESP) |
| 2008. augusztus 14. 22:15 | Nocioni 8                               | Lepattanó | Banić 6            | Vukoszung Sportcsarnok, Peking Nézőszám: 11 083 Játékvezetők: Juan Carlos Arteaga (ESP) |
| 2008. augusztus 14. 22:15 | Ginóbili 8                              | Gólpassz  | Ukić 2             | Vukoszung Sportcsarnok, Peking Nézőszám: 11 083 Játékvezetők: Juan Carlos Arteaga (ESP) |

| 2008. augusztus 16. 14:30 | Horvátország (CRO)                       | 73–86     | Litvánia (LTU)  | Vukoszung Sportcsarnok, Peking Nézőszám: 11 083 Játékvezetők: Nikolaos Zavlanos (GRE) |
| 2008. augusztus 16. 14:30 | (15–13, 30–29, 17–16, 11–28) Jegyzőkönyv |           |                 | Vukoszung Sportcsarnok, Peking Nézőszám: 11 083 Játékvezetők: Nikolaos Zavlanos (GRE) |
| 2008. augusztus 16. 14:30 | Ukić 13                                  | Pont      | Lukauskis 20    | Vukoszung Sportcsarnok, Peking Nézőszám: 11 083 Játékvezetők: Nikolaos Zavlanos (GRE) |
| 2008. augusztus 16. 14:30 | Banić 7                                  | Lepattanó | K. Lavrinovič 7 | Vukoszung Sportcsarnok, Peking Nézőszám: 11 083 Játékvezetők: Nikolaos Zavlanos (GRE) |
| 2008. augusztus 16. 14:30 | Kus 3                                    | Gólpassz  | Jasikevičius 6  | Vukoszung Sportcsarnok, Peking Nézőszám: 11 083 Játékvezetők: Nikolaos Zavlanos (GRE) |

| 2008. augusztus 18. 09:00 | Irán (IRI)                             | 57–91     | Horvátország (CRO) | Vukoszung Sportcsarnok, Peking Nézőszám: 11 083 Játékvezetők: Carl Jungebrand (FIN) |
| 2008. augusztus 18. 09:00 | (8–19, 8–35, 23–16, 18–21) Jegyzőkönyv |           |                    | Vukoszung Sportcsarnok, Peking Nézőszám: 11 083 Játékvezetők: Carl Jungebrand (FIN) |
| 2008. augusztus 18. 09:00 | Nikháh 25                              | Pont      | Rozić, Tomas 16    | Vukoszung Sportcsarnok, Peking Nézőszám: 11 083 Játékvezetők: Carl Jungebrand (FIN) |
| 2008. augusztus 18. 09:00 | Haddádi 15                             | Lepattanó | Lončar, Barać 7    | Vukoszung Sportcsarnok, Peking Nézőszám: 11 083 Játékvezetők: Carl Jungebrand (FIN) |
| 2008. augusztus 18. 09:00 | Haddádi 2                              | Gólpassz  | Ukić 8             | Vukoszung Sportcsarnok, Peking Nézőszám: 11 083 Játékvezetők: Carl Jungebrand (FIN) |

Negyeddöntő
| 2008. augusztus 20. 14:30 | Spanyolország (ESP)                      | 72–59     | Horvátország (CRO) | Vukoszung Sportcsarnok, Peking Nézőszám: 11 083 Játékvezetők: Nikolaos Zavlanos (GRE) |
| 2008. augusztus 20. 14:30 | (22–11, 15–15, 14–12, 21–21) Jegyzőkönyv |           |                    | Vukoszung Sportcsarnok, Peking Nézőszám: 11 083 Játékvezetők: Nikolaos Zavlanos (GRE) |
| 2008. augusztus 20. 14:30 | P. Gasol 20                              | Pont      | Banić 15           | Vukoszung Sportcsarnok, Peking Nézőszám: 11 083 Játékvezetők: Nikolaos Zavlanos (GRE) |
| 2008. augusztus 20. 14:30 | P. Gasol 10                              | Lepattanó | Banić, Planinić 5  | Vukoszung Sportcsarnok, Peking Nézőszám: 11 083 Játékvezetők: Nikolaos Zavlanos (GRE) |
| 2008. augusztus 20. 14:30 | Calderón, P. Gasol 2                     | Gólpassz  | Kus, Nicević 2     | Vukoszung Sportcsarnok, Peking Nézőszám: 11 083 Játékvezetők: Nikolaos Zavlanos (GRE) |

| Csapat             | Helyezés |
| ------------------ | -------- |
| Horvátország (CRO) | 6.       |

## Ökölvívás
| Versenyző       | Versenyszám     | Selejtező                | Nyolcaddöntő                    | Negyeddöntő       | Elődöntő          | Döntő             | Helyezés |
| Versenyző       | Versenyszám     | Ellenfél eredmény        | Ellenfél eredmény               | Ellenfél eredmény | Ellenfél eredmény | Ellenfél eredmény | Helyezés |
| --------------- | --------------- | ------------------------ | ------------------------------- | ----------------- | ----------------- | ----------------- | -------- |
| Marijo Šivolija | Félnehézsúly    | Farani Tavui (SAM) · RSC | Dzsahon Kurbonov (TJK) · 1-8    | kiesett           | kiesett           | kiesett           | 9.       |
| Marko Tomasović | Szupernehézsúly |                          | Roberto Cammarelle (ITA) · 1-13 | kiesett           | kiesett           | kiesett           | 9.       |

RSC - a játékvezető megállította a mérkőzést (fejütés)

## Sportlövészet
Férfi
| Versenyző       | Versenyszám           | Selejtező | Selejtező | Döntő   | Döntő    |
| Versenyző       | Versenyszám           | Pont      | Helyezés  | Pont    | Helyezés |
| --------------- | --------------------- | --------- | --------- | ------- | -------- |
| Petar Gorša     | Légpuska              | 588       | 37.       | kiesett | kiesett  |
| Petar Gorša     | Sportpuska, fekvő     | 583       | 49.       | kiesett | kiesett  |
| Petar Gorša     | Sportpuska, összetett | 1148      | 44.       | kiesett | kiesett  |
| Josip Glasnović | Trap                  | 119       | 6.        | 140     | 5.       |

Női
| Versenyző              | Versenyszám           | Selejtező | Selejtező | Döntő   | Döntő    |
| Versenyző              | Versenyszám           | Pont      | Helyezés  | Pont    | Helyezés |
| ---------------------- | --------------------- | --------- | --------- | ------- | -------- |
| Snježana Pejčić        | Légpuska              | 399       | 2.*       | 500,9   |          |
| Snježana Pejčić        | Sportpuska, összetett | 576       | 26.       | kiesett | kiesett  |
| Suzana Cimbal Špirelja | Sportpuska, összetett | 580       | 12.       | kiesett | kiesett  |
| Suzana Cimbal Špirelja | Légpuska              | 393       | 30.       | kiesett | kiesett  |

* - egy másik versenyzővel azonos pontszámmal végzett

## Taekwondo
Női
| Versenyző      | Versenyszám | Nyolcaddöntő                | Negyeddöntő                 | Elődöntő                    | Vigaszág elődöntő            | Bronz- mérkőzés             | Döntő             | Helyezés |
| Versenyző      | Versenyszám | Ellenfél Eredmény           | Ellenfél Eredmény           | Ellenfél Eredmény           | Ellenfél Eredmény            | Ellenfél Eredmény           | Ellenfél Eredmény | Helyezés |
| -------------- | ----------- | --------------------------- | --------------------------- | --------------------------- | ---------------------------- | --------------------------- | ----------------- | -------- |
| Martina Zubčić | Pehelysúly  | Bat-El Gatterer (ISR) · 4-3 | Débora Nunes (BRA) · 3-2    | Azize Tanrıkulu (TUR) · 3-5 |                              | Su Li-Wen (TPE) · 5-4       |                   |          |
| Sandra Šarić   | Váltósúly   | Toni Rivero (PHI) · 4-1     | Hvang Gjongszon (KOR) · 1-3 |                             | Majszá el-Maktúm (UAE) · 4-0 | Asunción Ocasio (PUR) · 5-1 |                   |          |

## Tenisz
Férfi
| Versenyző   | Versenyszám | 64-es főtábla                     | 32-es főtábla                      | Nyolcaddöntő      | Negyeddöntő       | Elődöntő          | Bronz- mérkőzés   | Döntő             | Helyezés |
| Versenyző   | Versenyszám | Ellenfél Eredmény                 | Ellenfél Eredmény                  | Ellenfél Eredmény | Ellenfél Eredmény | Ellenfél Eredmény | Ellenfél Eredmény | Ellenfél Eredmény | Helyezés |
| ----------- | ----------- | --------------------------------- | ---------------------------------- | ----------------- | ----------------- | ----------------- | ----------------- | ----------------- | -------- |
| Marin Čilić | Egyes       | Juan Mónaco (ARG) · 6-4, 6-7, 6-3 | Fernando González (CHI) · 4-6, 2-6 | kiesett           | kiesett           | kiesett           | kiesett           | kiesett           | 17.      |

Nem indultak
- Ivo Karlović
- Ivan Ljubičić

## Torna
Férfi
| Versenyző | Versenyszám      | Selejtező | Selejtező | Döntő    | Döntő    |
| Versenyző | Versenyszám      | Pontszám  | Helyezés  | Pontszám | Helyezés |
| --------- | ---------------- | --------- | --------- | -------- | -------- |
| Filip Ude | Talaj            | 14,775    | 41.       | kiesett  | kiesett  |
| Filip Ude | Lólengés         | 15,475    | 3.        | 15,725   |          |
| Filip Ude | Egyéni összetett | 30,250    | 87.       | kiesett  | kiesett  |

Női
| Versenyző  | Versenyszám      | Selejtező | Selejtező | Döntő    | Döntő    |
| Versenyző  | Versenyszám      | Pontszám  | Helyezés  | Pontszám | Helyezés |
| ---------- | ---------------- | --------- | --------- | -------- | -------- |
| Tina Erceg | Talaj            | 13,700    | 64.       | kiesett  | kiesett  |
| Tina Erceg | Ugrás            | 13,587    | 14.       | kiesett  | kiesett  |
| Tina Erceg | Felemás korlát   | 11,825    | 82.       | kiesett  | kiesett  |
| Tina Erceg | Gerenda          | 14,075    | 59.       | kiesett  | kiesett  |
| Tina Erceg | Egyéni összetett | 53,250    | 57.       | kiesett  | kiesett  |

## Úszás
Férfi
| Versenyző                                               | Versenyszám            | Előfutam | Előfutam | Előfutam | Elődöntő | Elődöntő | Elődöntő | Döntő   | Döntő    |
| Versenyző                                               | Versenyszám            | Idő      | Hely.    | Össz.    | Idő      | Hely.    | Össz.    | Idő     | Helyezés |
| ------------------------------------------------------- | ---------------------- | -------- | -------- | -------- | -------- | -------- | -------- | ------- | -------- |
| Duje Draganja                                           | 50 m gyors             | 22,05    | 5.       | 12.      | 21,85    | 5.       | 10.      | kiesett | kiesett  |
| Duje Draganja                                           | 100 m gyors            | 49,49    | 8.       | 34.      | kiesett  | kiesett  | kiesett  | kiesett | kiesett  |
| Dominik Straga                                          | 200 m gyors            | 1:49,63  | 2.       | 37.      | kiesett  | kiesett  | kiesett  | kiesett | kiesett  |
| Marko Strahija                                          | 100 m hát              | 55,89    | 8.       | 34.      | kiesett  | kiesett  | kiesett  | kiesett | kiesett  |
| Goran Kožulj                                            | 100 m hát              | 55,05    | 7.       | 24.      | kiesett  | kiesett  | kiesett  | kiesett | kiesett  |
| Goran Kožulj                                            | 200 m hát              | 1:57,81  | 3.       | 8.       | 1:59,22  | 6.       | 14.      | kiesett | kiesett  |
| Vanja Rogulj                                            | 100 m mell             | 1:02,42  | 6.       | 42.*     | kiesett  | kiesett  | kiesett  | kiesett | kiesett  |
| Alexei Puninski                                         | 100 m pillangó         | 53,65    | 8.       | 47.      | kiesett  | kiesett  | kiesett  | kiesett | kiesett  |
| Mario Todorović                                         | 100 m pillangó         | 52,26    | 2.       | 20.**    | kiesett  | kiesett  | kiesett  | kiesett | kiesett  |
| Saša Imprić                                             | 200 m vegyes           | 2:01,83  | 5.       | 29.      | kiesett  | kiesett  | kiesett  | kiesett | kiesett  |
| Nikša Roki                                              | 200 m pillangó         | 1:59,58  | 1.       | 31.      | kiesett  | kiesett  | kiesett  | kiesett | kiesett  |
| Nikša Roki                                              | 400 m vegyes           | 4:22,44  | 1.       | 23.      |          |          |          | kiesett | kiesett  |
| Duje Draganja Goran Kožulj Vanja Rogulj Mario Todorović | 4 × 100 m vegyes váltó | 3:37,69  | 8.       | 12.      |          |          |          | kiesett | kiesett  |

Női
| Versenyző          | Versenyszám | Előfutam | Előfutam | Előfutam | Elődöntő | Elődöntő | Elődöntő | Döntő   | Döntő    |
| Versenyző          | Versenyszám | Idő      | Hely.    | Össz.    | Idő      | Hely.    | Össz.    | Idő     | Helyezés |
| ------------------ | ----------- | -------- | -------- | -------- | -------- | -------- | -------- | ------- | -------- |
| Monika Babok       | 50 m gyors  | 26,84    | 7.       | 49.      | kiesett  | kiesett  | kiesett  | kiesett | kiesett  |
| Anja Trišić        | 200 m gyors | 2:03,57  | 5.       | 42.      | kiesett  | kiesett  | kiesett  | kiesett | kiesett  |
| Sanja Jovanović    | 100 m hát   | 1:01,30  | 6.       | 22.      | kiesett  | kiesett  | kiesett  | kiesett | kiesett  |
| Sanja Jovanović    | 200 m hát   | 2:15,57  | 6.       | 31.      | kiesett  | kiesett  | kiesett  | kiesett | kiesett  |
| Smiljana Marinović | 100 m mell  | 1:10,94  | 3.       | 33.      | kiesett  | kiesett  | kiesett  | kiesett | kiesett  |
| Smiljana Marinović | 200 m mell  | 2:32,80  | 5.       | 34.      | kiesett  | kiesett  | kiesett  | kiesett | kiesett  |

* - egy másik versenyzővel azonos időt ért el

** - két másik versenyzővel azonos időt ért el

## Vitorlázás
Férfi
| Versenyző                       | Versenyszám     | Futam | Futam | Futam | Futam | Futam | Futam | Futam | Futam | Futam | Futam | Futam | Pontszám | Helyezés |
| Versenyző                       | Versenyszám     | 1     | 2     | 3     | 4     | 5     | 6     | 7     | 8     | 9     | 10    | É     | Pontszám | Helyezés |
| ------------------------------- | --------------- | ----- | ----- | ----- | ----- | ----- | ----- | ----- | ----- | ----- | ----- | ----- | -------- | -------- |
| Luka Mratović                   | Szörfvitorlázás | 29    | 32    | 34    | 33    | 34    | 34    | 20    | 22    | 32    | 29    | -     | 265      | 32.      |
| Luca Radelić                    | Laser           | 26    | 15    | 7     | 21    | 1     | 21    | 3     | 16    | 17    |       | -     | 101      | 12.      |
| Šime Fantela Igor Marenić       | 470-es osztály  | 18    | 6     | 9     | 30    | 12    | 17    | 6     | 7     | 15    | 1     | 16    | 107      | 9.       |
| Marin Lovrović Siniša Mikuličić | Csillaghajó     | 15    | 5     | 14    | 13    | 4     | 14    | 4     | 14    | 15    | 15    | -     | 98       | 15.      |

Női
| Versenyző           | Versenyszám  | Futam | Futam | Futam | Futam | Futam | Futam | Futam | Futam | Futam | Futam | Pontszám | Helyezés |
| Versenyző           | Versenyszám  | 1     | 2     | 3     | 4     | 5     | 6     | 7     | 8     | 9     | É     | Pontszám | Helyezés |
| ------------------- | ------------ | ----- | ----- | ----- | ----- | ----- | ----- | ----- | ----- | ----- | ----- | -------- | -------- |
| Mateja Petronijević | Laser radial | 8     | 9     | 5     | 4     | 19    | 19    | 13    | 21    | 22    | -     | 98       | 11.      |

Nyílt
| Versenyző                | Versenyszám        | Futam | Futam | Futam | Futam | Futam | Futam | Futam | Futam | Futam | Futam | Futam | Futam | Futam | Pontszám | Helyezés |
| Versenyző                | Versenyszám        | 1     | 2     | 3     | 4     | 5     | 6     | 7     | 8     | 9     | 10    | 11    | 12    | É     | Pontszám | Helyezés |
| ------------------------ | ------------------ | ----- | ----- | ----- | ----- | ----- | ----- | ----- | ----- | ----- | ----- | ----- | ----- | ----- | -------- | -------- |
| Ivan Kljakovic-Gaspic    | Finn dingi         | 7     | 10    | 10    | 8     | 16    | 9     | 1     | 13    |       |       |       |       | 18    | 76       | 8.       |
| Petar Cupać Pavle Kostov | Könnyű 49-es dingi | 14    | 18    | 16    | 10    | 20    | 11    | 9     | 19    | 18    | 10    | 17    | 10    | -     | 158      | 17.      |

É - Éremfutam

## Vízilabda

### Férfi
| Horvát nemzeti férfi vízilabdacsapat-játékoskeret | Horvát nemzeti férfi vízilabdacsapat-játékoskeret | Horvát nemzeti férfi vízilabdacsapat-játékoskeret | Horvát nemzeti férfi vízilabdacsapat-játékoskeret | Horvát nemzeti férfi vízilabdacsapat-játékoskeret | Horvát nemzeti férfi vízilabdacsapat-játékoskeret | Horvát nemzeti férfi vízilabdacsapat-játékoskeret |
| #                                                 | Név                                               | Poszt                                             | Magasság                                          | Súly                                              | Kor                                               | Klub                                              |
| ------------------------------------------------- | ------------------------------------------------- | ------------------------------------------------- | ------------------------------------------------- | ------------------------------------------------- | ------------------------------------------------- | ------------------------------------------------- |
| 1                                                 | Frano Vićan                                       | GK                                                | 1,92 m (6 ft 4 in)                                | 94 kg                                             | 1976. január 24. (32 évesen)                      | VK Jug Dubrovnik                                  |
| 2                                                 | Damir Burić                                       | CB                                                | 2,05 m (6 ft 9 in)                                | 115 kg                                            | 1980. december 2. (27 évesen)                     | HAVK Mladost Zagreb                               |
| 3                                                 | Andro Bušlje                                      | CB                                                | 1,99 m (6 ft 6 in)                                | 105 kg                                            | 1986. január 4. (22 évesen)                       | VK Jug Dubrovnik                                  |
| 4                                                 | Zdeslav Vrdoljak                                  | D                                                 | 1,89 m (6 ft 2 in)                                | 96 kg                                             | 1971. március 15. (37 évesen)                     | HAVK Mladost Zagreb                               |
| 5                                                 | Aljoša Kunac                                      | CB                                                | 1,97 m (6 ft 6 in)                                | 100 kg                                            | 1980. augusztus 18. (27 évesen)                   | Cattaro Kotor                                     |
| 6                                                 | Maro Joković                                      | D                                                 | 2,03 m (6 ft 8 in)                                | 95 kg                                             | 1987. október 1. (20 évesen)                      | VK Jug Dubrovnik                                  |
| 7                                                 | Mile Smodlaka                                     | CF                                                | 1,98 m (6 ft 6 in)                                | 115 kg                                            | 1976. január 1. (32 évesen)                       | VK Jug Dubrovnik                                  |
| 8                                                 | Teo Đogaš                                         | D                                                 | 1,87 m (6 ft 2 in)                                | 90 kg                                             | 1977. február 19. (31 évesen)                     | Cattaro Kotor                                     |
| 9                                                 | Pavo Marković                                     | D                                                 | 1,90 m (6 ft 3 in)                                | 92 kg                                             | 1985. április 20. (23 évesen)                     | VK Jug Dubrovnik                                  |
| 10                                                | Samir Barač                                       | D                                                 | 1,88 m (6 ft 2 in)                                | 95 kg                                             | 1973. november 2. (34 évesen)                     | Primorje Rijeka                                   |
| 11                                                | Igor Hinić                                        | CF                                                | 2,02 m (6 ft 8 in)                                | 110 kg                                            | 1975. december 4. (32 évesen)                     | HAVK Mladost Zagreb                               |
| 12                                                | Miho Bošković                                     | D                                                 | 1,96 m (6 ft 5 in)                                | 96 kg                                             | 1983. január 11. (25 évesen)                      | VK Jug Dubrovnik                                  |
| 13                                                | Josip Pavić                                       | GK                                                | 1,96 m (6 ft 5 in)                                | 92 kg                                             | 1982. január 15. (26 évesen)                      | HAVK Mladost Zagreb                               |
| Vezetőedző: Ratko Rudić                           |                                                   |                                                   |                                                   |                                                   |                                                   |                                                   |

- Kor: 2008. augusztus 10-i kora

#### Eredmények
Csoportkör
B csoport
| Csapat                 | M | Gy | D | V | G+ | G– | Gk  | P |
| ---------------------- | - | -- | - | - | -- | -- | --- | - |
| Egyesült Államok (USA) | 5 | 4  | 0 | 1 | 37 | 31 | +6  | 8 |
| Horvátország (CRO)     | 5 | 4  | 0 | 1 | 56 | 31 | +25 | 8 |
| Szerbia (SRB)          | 5 | 3  | 0 | 2 | 50 | 38 | +12 | 6 |
| Németország (GER)      | 5 | 2  | 0 | 3 | 33 | 44 | –11 | 4 |
| Olaszország (ITA)      | 5 | 2  | 0 | 3 | 57 | 50 | +7  | 4 |
| Kína (CHN)             | 5 | 0  | 0 | 5 | 25 | 64 | –39 | 0 |

| 2008. augusztus 10. 15:20 (9:20) | Horvátország (CRO)   | 11–7 | Olaszország (ITA) | Ying Tung Natatorium, Peking Játékvezetők: Simion (ROU), Anciferov (RUS) |
| 2008. augusztus 10. 15:20 (9:20) | (3–3, 2–1, 4–1, 2–4) |      |                   | Ying Tung Natatorium, Peking Játékvezetők: Simion (ROU), Anciferov (RUS) |
| 2008. augusztus 10. 15:20 (9:20) | Bošković 3           |      | Felugo 3          | Ying Tung Natatorium, Peking Játékvezetők: Simion (ROU), Anciferov (RUS) |

| 2008. augusztus 12. 15:20 (9:20) | Szerbia (SRB)        | 8–11 | Horvátország (CRO) | Ying Tung Natatorium, Peking Játékvezetők: Turcotte (CAN), Klopper (NED) |
| 2008. augusztus 12. 15:20 (9:20) | (3–1, 1–4, 1–4, 3–2) |      |                    | Ying Tung Natatorium, Peking Játékvezetők: Turcotte (CAN), Klopper (NED) |
| 2008. augusztus 12. 15:20 (9:20) | Šapić 4              |      | Joković, Barač 3   | Ying Tung Natatorium, Peking Játékvezetők: Turcotte (CAN), Klopper (NED) |

| 2008. augusztus 14. 9:30 (3:30) | Horvátország (CRO)   | 13–5 | Németország (GER) | Ying Tung Natatorium, Peking Játékvezetők: Moliner Molins (ESP), Argyros (GRE) |
| 2008. augusztus 14. 9:30 (3:30) | (4–1, 3–2, 2–1, 4–1) |      |                   | Ying Tung Natatorium, Peking Játékvezetők: Moliner Molins (ESP), Argyros (GRE) |
| 2008. augusztus 14. 9:30 (3:30) | Burić 3              |      | Politze 2         | Ying Tung Natatorium, Peking Játékvezetők: Moliner Molins (ESP), Argyros (GRE) |

| 2008. augusztus 16. 12:10 (6:10) | Horvátország (CRO)   | 5–7 | Egyesült Államok (USA) | Ying Tung Natatorium, Peking Játékvezetők: Simion (ROU), Anciferov (RUS) |
| 2008. augusztus 16. 12:10 (6:10) | (2–2, 1–3, 0–0, 2–2) |     |                        | Ying Tung Natatorium, Peking Játékvezetők: Simion (ROU), Anciferov (RUS) |
| 2008. augusztus 16. 12:10 (6:10) | Đogaš 2              |     | Azevedo 3              | Ying Tung Natatorium, Peking Játékvezetők: Simion (ROU), Anciferov (RUS) |

| 2008. augusztus 18. 16:40 (10:40) | Kína (CHN)           | 4–16 | Horvátország (CRO) | Ying Tung Natatorium, Peking Játékvezetők: Hart (AUS), Argyros (GRE) |
| 2008. augusztus 18. 16:40 (10:40) | (0–4, 0–3, 1–1, 3–8) |      |                    | Ying Tung Natatorium, Peking Játékvezetők: Hart (AUS), Argyros (GRE) |
| 2008. augusztus 18. 16:40 (10:40) | Vu Cse-jü 2          |      | Barač 4            | Ying Tung Natatorium, Peking Játékvezetők: Hart (AUS), Argyros (GRE) |

Az elődöntőbe jutásért
| 2008. augusztus 20. 16:00 (9:00) | Montenegró (MNE)     | 7–6 | Horvátország (CRO) | Ying Tung Natatorium, Peking Játékvezetők: Tulga (TUR), Bock (GER) |
| 2008. augusztus 20. 16:00 (9:00) | (3–1, 2–3, 1–0, 1–2) |     |                    | Ying Tung Natatorium, Peking Játékvezetők: Tulga (TUR), Bock (GER) |
| 2008. augusztus 20. 16:00 (9:00) | három játékos 2      |     | Hinić 2            | Ying Tung Natatorium, Peking Játékvezetők: Tulga (TUR), Bock (GER) |

Az 5. helyért
| 2008. augusztus 24. 13:00 (7:00) | Horvátország (CRO)   | 9–11 | Spanyolország (ESP) | Ying Tung Natatorium, Peking Játékvezetők: Chaney (USA), Kiszelly (HUN) |
| 2008. augusztus 24. 13:00 (7:00) | (2–0, 3–5, 1–3, 3–3) |      |                     | Ying Tung Natatorium, Peking Játékvezetők: Chaney (USA), Kiszelly (HUN) |
| 2008. augusztus 24. 13:00 (7:00) | Bušlje, Đogaš 2      |      | X. García 4         | Ying Tung Natatorium, Peking Játékvezetők: Chaney (USA), Kiszelly (HUN) |

| Csapat             | Helyezés |
| ------------------ | -------- |
| Horvátország (CRO) | 6.       |